# Glitter in the Gutter
Glitter in the Gutter è il terzo album in studio del cantautore Jesse Malin, pubblicato da Adeline Records il 20 marzo 2007. Glitter in the Gutter include la cover di Malins di Bastards of Young di The Replacements e presenta la collaborazione di Bruce Springsteen (esecutore dei cori in Broken Radio), Jakob Dylan (esecutore dei cori in Black Haired Girl), Josh Homme e Chris Shiflett dei Foo Fighters e Me First and the Gimme Gimmes. Anche l'amico di Jesse Malin, Ryan Adams, ha partecipato alla registrazione di diverse tracce.

## Tracce
1. Don't Let Them Take You Down (Beautiful Day!) – 2:51
2. In the Modern World – 2:58
3. Tomorrow Tonight – 3:30
4. Broken Radio – 3:37
5. Prisoners of Paradise – 2:56
6. Black Haired Girl – 3:00
7. Lucinda – 2:56
8. Love Streams – 3:28
9. Little Star – 2:58
10. Bastards of Young – 3:36
11. Happy Ever After (Since You're in Love 2007) – 4:06
12. NY Nights – 3:47
13. Aftermath – 4:05